# Bruno Mondi
Bruno Mondi (* 30. September 1903 in Schwetz, Preußen; † 18. Juli 1991 in Berlin) war ein deutscher Kameramann.

## Leben

### Ausbildung zum Kameramann
Schon als Kind träumte Bruno Mondi vom Beruf des Kameramanns und war schon als Heranwachsender Hobbyfotograf. Bei der Deutschen Bioscop, der damals größten Berliner Filmgesellschaft, die ab 1911 das Studiogelände in Potsdam-Babelsberg einrichtete, ging Mondi zweieinhalb Jahre in die Lehre. Einer seiner Förderer wurde der Filmpionier Guido Seeber. Von ihm lernte Mondi das Film-Handwerk von der Belichtung über das Entwickeln und Kopieren bis hin zu Schnitt und Trickaufnahmen. Nach seiner Ausbildung war Mondi bei der 1920 zur Decla-Bioskop fusionierten Gesellschaft Kameraassistent. Zu den ersten Produktionen, an denen er beteiligt war, gehörte der Der müde Tod von Fritz Lang (1921). Zwei Jahre später, 1923, wechselt Mondi als Assistent zur Zelnick-Mara-Film des Schauspielers und Produzenten Friedrich Zelnik, kurz darauf zum Schauspieler und Film-Unternehmer Richard Eichberg, der nach dem Ersten Weltkrieg mit Kriminal- und Sensationsfilmen Erfolg hatte und 1926 erstmals das Traumpaar Lilian Harvey und Willy Fritsch besetzte.

### Arbeit für Richard Eichberg
Bei Eichberg wurde der Kameramann Heinrich Gärtner zum Vorbild und Lehrmeister von Mondi. Gemeinsam drehten Gärtner und Mondi 1927 unter der Regie von Eichberg Durchlaucht Radieschen mit Xenia Desni und Hans Brausewetter. Mit Produktionen wie dem Lilian-Harvey-Film Die tolle Lola, Der Fürst von Pappenheim, Die Leibeigenen (alle 1927), Das Girl von der Revue und Song (beide 1928) wurden Eichberg, Gärtner und Mondi zum eingespielten Team. Chefkameramann war Mondi erstmals 1928 beim Film Die tolle Komtess nach der gleichnamigen Operette von Walter Kollo (Regie Richard Löwenbein, Kino-Musik Paul Dessau). Bis in die frühen dreißiger Jahre folgen weitere Filme für Eichbergs Gesellschaft. u. a. Der Draufgänger und Trara um die Liebe, die teilweise in den britischen Elstree Studios der British International Pictures hergestellt wurden, wie The Flame of Love / Hai-Tang. Der Weg zur Schande (1930) Night Birds/Der Greifer und Let's love and laugh/Die Bräutigamswitwe (1931).

### Zusammenarbeit mit Veit Harlan
Ab 1935 arbeitet Bruno Mondi mit dem Regisseur Veit Harlan zusammen, der als Statist angefangen hatte, als Schauspieler tätig gewesen war und im Januar 1935 erstmals als Theater-Regisseur Aufsehen erregt hatte (Hochzeit an der Panke). Mit dem Berliner Volksstück Krach im Hinterhaus  hatte Harlan am Theater am Schiffbauerdamm im März 1935 großen Erfolg gehabt. Daraufhin bat ihn die ABC-Filmproduktion, das Stück mit der Bühnen-Besetzung zu verfilmen. Angeblich haben die Dreharbeiten in Berlin-Marienfelde nur elf Tage gedauert. Fortan galten Mondi und Harlan als Erfolgsgaranten, die für die sorgsame Vorbereitung ihrer Filme und eine ausgefeilte Lichtsetzung bekannt waren. Am 11. Dezember 1937 beantragte er die Aufnahme in die NSDAP und wurde rückwirkend zum 1. Mai desselben Jahres aufgenommen (Mitgliedsnummer 5.716.428). Neben zahlreichen Filmkomödien und Unterhaltungsfilmen drehte er mit Harlan einige der wichtigsten und folgenreichsten Propagandafilme der Nationalsozialisten, darunter die antisemitische Produktion Jud Süß und den enorm aufwändigen Durchhalte-Farbfilm Kolberg, der erst zum 12. Jahrestag der Machtergreifung am 30. Januar 1945 fertig gestellt werden konnte und bis heute zu den Vorbehaltsfilmen zählt. Mondi hatte für die Großproduktion bis zu sechs Kameras gleichzeitig zu dirigieren. Massenszenen wurden vom Fesselballon, vom Schiff und vom Wehrmachts-Kübelwagen aus gedreht. Außerdem erforderten die leichten Farbschwankungen bei der Filmentwicklung durch noch nicht ausgereifte Emulsionen von Mondi viel handwerkliche Geschicklichkeit.

### Nachkriegs-Karriere bei der DEFA
Trotz seines Opportunismus während der NS-Zeit erhielt Mondi nur kurze Zeit Berufsverbot und wurde schon 1946 von der DEFA als einer ihrer Chefkameramänner unter Vertrag genommen. 1947 entsteht unter der Regie von Georg C. Klaren der Film Wozzeck, der auch wegen Mondis Leistung als Kameramann bis heute als expressionistisches Meisterwerk gilt: „Er kennt jede Nuance des Lichtes, jeden Atemzug des Schatten und sein Grau singt so viele Töne wie die Sonnenblumen van Goghs an Gelb versprühen. Dennoch ist Bruno Mondi kein l'art pour l'Artist, er ist ein denkender Kameramann, der für jeden Einstellungswechsel, für jede Bewegung seiner geliebten Apparatur eine dramaturgische Begründung verlangt.“ 1948 steht Mondi für den ersten Science-Fiction-Film der DEFA, Chemie und Liebe hinter der Kamera, 1949 dreht er mit Regisseur Wolfgang Staudte den Arbeiterfilm Rotation. Mondi machte nach Meinung des renommierten Drehbuchautors Wolfgang Kohlhaase dabei das Experiment, „sich auf keine Experimente einzulassen“ und habe die Kamera „sehr sauber und eindringlich“ geführt. Ungeachtet der propagandistischen Wirkung der Veit-Harlan-Filme galt Mondi als einer der wenigen ausgewiesenen Experten für die damals noch neue Farbfotografie und als einer der künstlerisch ambitioniertesten Kameramänner seiner Generation. Bei der DEFA durfte er ein „Speziallabor“ für Farbfotografie einrichten und drehte 1950 den ersten ostdeutschen Farbfilm Das kalte Herz. Mondi wird in der Forschungsliteratur zwar als „zwielichtiger“ Charakter bezeichnet, seine Filmografie zeige aber, „wie hoch der Stellenwert eines Farbfilmspezialisten“ nach 1945 war.

### Zusammenarbeit mit Ernst Marischka
In den 1950er Jahren wechselte er zum bundesdeutschen und österreichischen Film. Hier zeichnete er vor allem für die Aufnahmen mehrerer farbenfroher Inszenierungen Ernst Marischkas verantwortlich, insbesondere die populäre Sissi-Trilogie. Die junge Hauptdarstellerin Romy Schneider fühlte sich von Mondi kompetent beraten und schrieb in ihr Tagebuch: „Aber bevor wir mit den Mädchenjahren einer Kaiserin anfingen, hat mir der Kameramann noch einmal ins Gewissen geredet. Bruno Mondi versteht etwas davon! Wir sind spazieren gegangen beide. Eine halbe Stunde mindestens.“ Für die Verfilmung des Romans Der veruntreute Himmel von Franz Werfel bekam Mondi 1958 die einmalige Gelegenheit, für die vierminütige Schlussszene den feierlichen Einzug von Papst Pius XII. in den Petersdom aufzunehmen. In 36 Einstellungen wurden neben der pompösen Prozession und den Pilgermassen sämtliche herausragenden Kunstwerke des Gebäudes gezeigt. Die Dreharbeiten wurden wegen der päpstlichen Sondererlaubnis und des technischen Aufwands zu einem Medienereignis. Zuletzt arbeitete er für das Fernsehen, wo er die Serie Förster Horn mit Heinz Engelmann aufnahm. Sein Sohn Georg Mondi (* 1936) wurde ebenfalls Kameramann und betreibt den Mondi-Filmtechnikverleih in der Nähe der Film- und Fernsehproduktionsstätte Berlin Adlershof.

## Filmografie
- 1925: Luxusweibchen
- 1925: Die Frau mit dem Etwas
- 1926: Durchlaucht Radieschen
- 1927: Die tolle Lola
- 1927: Die Leibeigenen
- 1927: Der Fürst von Pappenheim
- 1928: Schmutziges Geld
- 1928: Das Girl von der Revue
- 1928: Die tolle Komteß
- 1929: Autobus Nr. 2
- 1929: Jennys Bummel durch die Männer
- 1929: Wer wird denn weinen, wenn man auseinandergeht
- 1930: Hai-Tang. Der Weg zur Schande
- 1930: Der Greifer
- 1930: Zärtlichkeit
- 1930: Tingel-Tangel
- 1931: Holzapfel weiß alles
- 1931: Der Draufgänger
- 1931: Das Geheimnis der roten Katze
- 1932: Die unsichtbare Front
- 1932: Das Millionentestament
- 1932: Unmögliche Liebe
- 1933: Salon Dora Green
- 1933: Heut’ kommt’s drauf an
- 1933: Drei Kaiserjäger
- 1933: Gruß und Kuß Veronika
- 1934: Zigeunerblut
- 1934: Da stimmt was nicht
- 1934: Hohe Schule
- 1934: Jungfrau gegen Mönch
- 1934: Der Vetter aus Dingsda
- 1935: Nacht der Verwandlung
- 1935: Pygmalion
- 1935: Frischer Wind aus Kanada
- 1935: … nur ein Komödiant
- 1935: Der Student von Prag
- 1935: Krach im Hinterhaus
- 1936: Mädchenjahre einer Königin
- 1936: Die Nacht mit dem Kaiser
- 1936: Fridericus
- 1936: Ave Maria
- 1936: Schabernack
- 1937: Die Fledermaus
- 1937: Gefährliches Spiel
- 1937: Ein Volksfeind
- 1937: Die Warschauer Zitadelle
- 1938: Jugend
- 1938: Verwehte Spuren
- 1938: Du und ich
- 1939: Das unsterbliche Herz
- 1939: Die Reise nach Tilsit
- 1939/41: Pedro soll hängen
- 1940: Stern von Rio
- 1940: Jud Süß
- 1940: Bismarck
- 1940: Falstaff in Wien
- 1940/42: Der große König
- 1942: Die goldene Stadt
- 1943: Immensee
- 1943/45: Kolberg
- 1944: Opfergang
- 1947: Wozzeck
- 1948: Chemie und Liebe
- 1948: Und wieder 48
- 1949: Der Biberpelz
- 1949: 0 Uhr 15 Zimmer 9
- 1949: Rotation
- 1950: Das kalte Herz
- 1951: Die Csardasfürstin
- 1951: Sensation in San Remo
- 1952: Pension Schöller
- 1953: Maske in Blau
- 1953: Südliche Nächte
- 1953: Hab’ ich nur Deine Liebe
- 1954: Mädchen mit Zukunft
- 1954: Mädchenjahre einer Königin
- 1954: Gefangene der Liebe
- 1954: Das sündige Dorf
- 1955: Die Deutschmeister
- 1955: Sissi
- 1955: Liebe ist ja nur ein Märchen
- 1955: Das fröhliche Dorf
- 1956: Waldwinter
- 1956: Sissi, die junge Kaiserin
- 1956: Opernball
- 1957: Casino de Paris
- 1957: Scampolo
- 1957: Das Schloß in Tirol
- 1957: Sissi – Schicksalsjahre einer Kaiserin
- 1958: Das Dreimäderlhaus
- 1958: Der veruntreute Himmel
- 1959: Unser Wunderland bei Nacht
- 1959: Ein Mann geht durch die Wand
- 1959: Alt-Heidelberg
- 1960: Willy, der Privatdetektiv
- 1960: Der wahre Jakob
- 1961: Davon träumen alle Mädchen
- 1964: Wartezimmer zum Jenseits